# Edmonds
Edmonds es una ciudad ubicada en el condado de Snohomish en el estado estadounidense de Washington. En el año 2000 tenía una población de 40.773 habitantes y una densidad poblacional de 1.714,3 personas por km².

## Geografía
Edmonds se encuentra ubicada en las coordenadas 47°48′28″N 122°21′36″O / 47.80778, -122.36000.

## Demografía
Según la Oficina del Censo en 2000 los ingresos medios por hogar en la localidad eran de $61.105, y los ingresos medios por familia eran $85.206. Los hombres tenían unos ingresos medios de $46.226 frente a los $33.863 para las mujeres. La renta per cápita para la localidad era de $39.792. Alrededor del 4,6% de la población estaban por debajo del umbral de pobreza.

## Historia
La ciudad fue fundada por George Brackett y fue bautizada en honor al senador de Vermont, George Franklin Edmunds. Se convirtió en ciudad oficialmente el 14 de agosto de 1890. La ciudad es famosa por sus escuelas, parques y playas. Se destaca la playa de Edmonds Marsh y el parque Yost.

## Personajes célebres
- Rick Steves, escritor
- Rosalynn Sumners, patinadora olímpica
- Steven Bailey, agente
- David Bazan, músico
- Anna Faris, agente
- Alex Mindt, escritor
- Martell Webster, jugador de la NBA
- Jay Park, cantante